# Tým Bořena

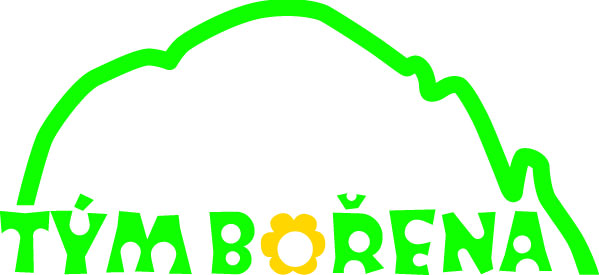
Logo Týmu Bořena

Tým Bořena (původně též Team Bořena) je součást spolku Arnika, v rámci kterého jde o pozemkový spolek pečující o lokality ohrožených druhů rostlin. Vznikl v září 1979 jako skupina studentů středních a vysokých škol na vrchu Trupelník v Českém středohoří. Založili ji Jindřich Petrlík a Miroslav Patrik, členové archeologického kroužku z Gymnázia v Bílině. Své jméno odvodil od jména Krokovy ženy, která dala jméno i hoře Bořeň (jde o staročeskou formu jména Božena).

## Historie

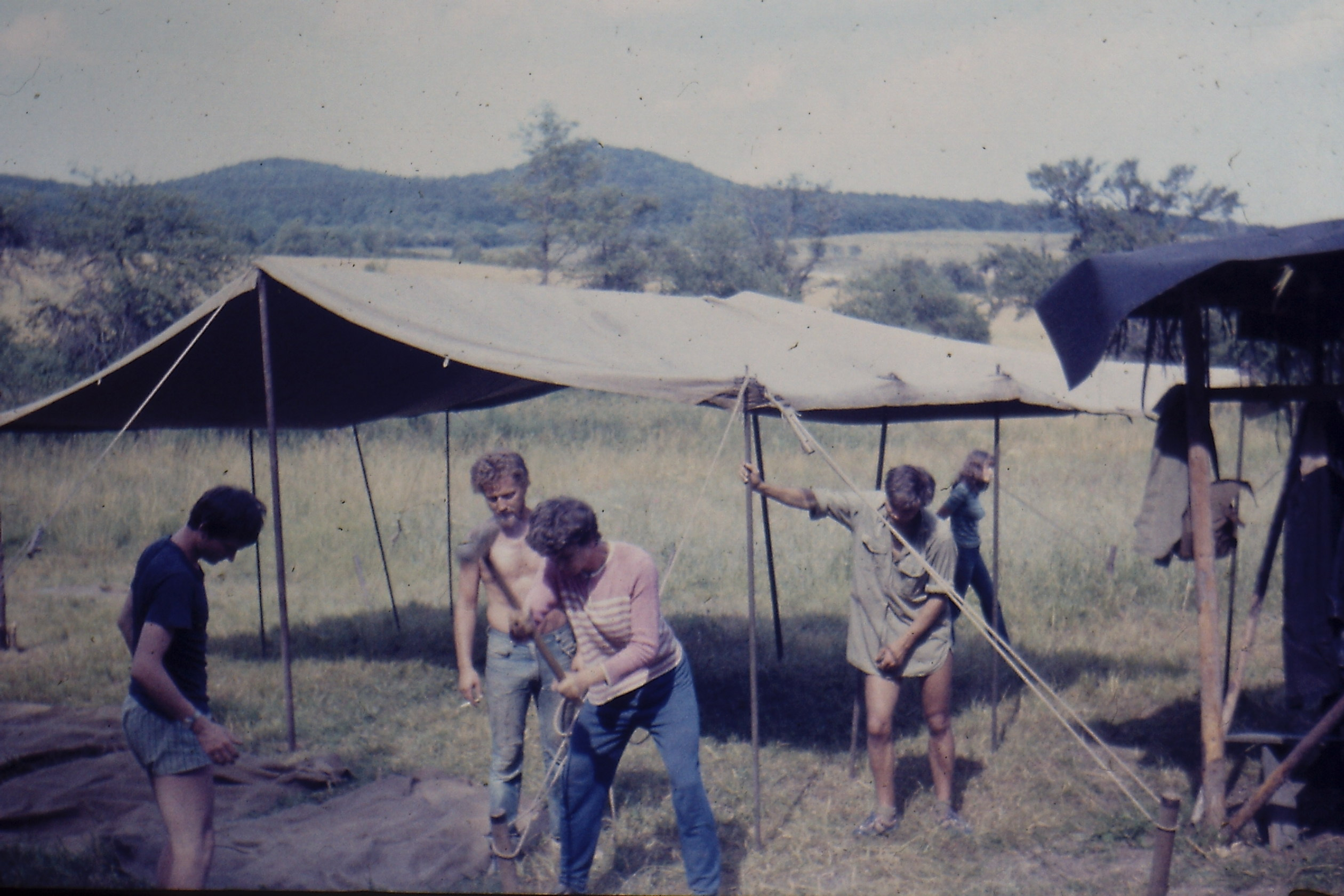
Tým Bořena buduje tábor pod Radovesickou výsypkou v roce 1983

Po svém vzniku v září 1979 se skupina studentů pod názvem Tým Bořena angažovala od roku 1981 v pořádání letních táborů pod hlavičkou Hnutí Brontosaurus z Přírodovědecké fakulty Masarykovy univerzity v Brně (v roce 1981 University Jana Evangelisty Purkyně). Tábory se až do roku 1985 konaly pod Radovesickou výsypkou a byly stejně jako činnost celé skupiny zaměřené na výzkum vlivu Radovesické výsypky na životní prostředí. Jeho výsledky jsou v první souhrnné studii, kterou studenti Přírodovědecké fakulty Masarykovy univerzity prezentovali ve vědecké soutěži v roce 1984. V roce 1986 se Tým Bořena přetavil v 75. základní organizaci Českého svazu ochránců přírody v Praze, protože na okrese Teplice bylo takovou základní organizaci nemožné založit.
V letech 1979–81 například Tým Bořena zkoumal výšinné eneolitické sídliště Horka u Kučlína a pomáhal archeologům z muzea v Teplicích Jiřímu Waldhauserovi a Jiřímu Muškovi při výzkumech v Radovesicích.
Tým Bořena se stal podhoubím pro vznik Dětí Země 28. září 1989 v kulturním domě Delta v Praze 6 a od jejich oficiální registrace v dubnu 1990 fungoval jako jeden ze základních článků se statutem klubu. Stejně jako o Dětech Země se o jeho existenci veřejnost poprvé dověděla v sobotu 18. listopadu 1989 z deníku Svobodné slovo. Již v roce 1986 o něm však první článek publikoval časopis Nika.
Po rozštěpení Dětí Země přešel v listopadu 2001 do nově založeného spolku Arnika, jehož součástí je dodnes.
V letech 1996 a 2008 získal Tým Bořena patronát nad dvěma bílými stráněmi, kam přestěhoval ohrožené druhy rostlin a v roce 2017 publikoval s geobotanikem Jindřichem Prachem z Centra pro teoretická studia a Karlem Neprašem z Oblastního muzea v Litoměřících výsledek mapování stavu bílých strání v západní části Českého středohoří. V roce 2007 Tým Bořena prosadil posouzení více variant obchvatu města Bílina kvůli ochraně lokality Trupelník.

## Činnost

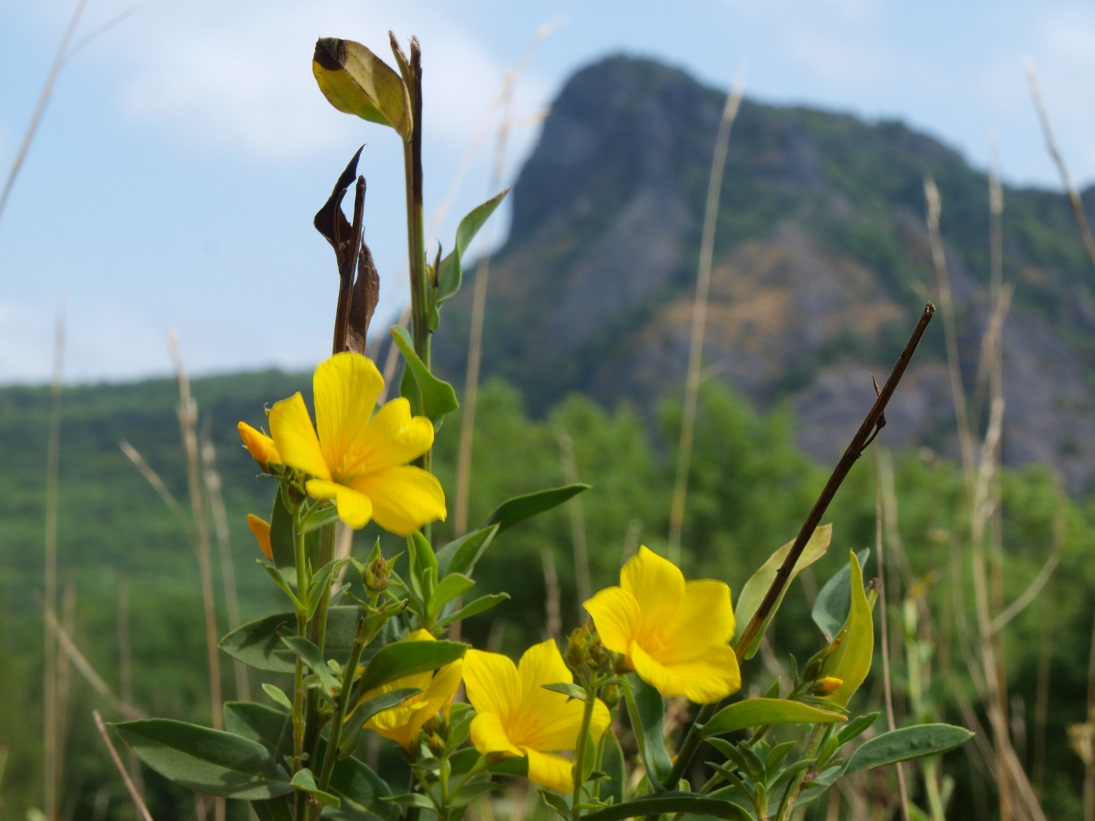
Len žlutý na náhradní lokalitě v Českém středohoří.

Tým Bořena původně chtěl zkoumat vývoj přírodního prostředí v okolí bývalé vesnice Radovesice, protože jeho zakladatele zajímala archeologie a chtěli vědět, v jakém prostředí žili lidé v pravěku. Současný stav devastace území extenzivní těžbou hnědého uhlí je však dovedl k ochraně přírody a myšlence zachránit ohrožené druhy rostlin z předpolí Radovesické výsypky. Od roku 1980 pracovali na přípravě přesunu devíti ohrožených druhů rostlin ze zrušeného chráněného naleziště Bělák a z údolí Lukovského potoka (bledule jarní, ladoňky dvoulisté, hadího mordu španělského, plaménku přímého, lnu žlutého, hvězdnice chlumní, bělozářky větevnaté, sasanky lesní a sítiny kulatoplodé). U osmi druhů rostlin se transfer povedl. Jako ideální byly vytipovány tři lokality tzv. „bílých strání“ v západní části Českého středohoří a údolní niva pod vrchem Holibka u Razic. Jedna z bílých strání se později stala součástí přírodní rezervace Trupelník. 
Formou pozemkového spolku tým pečuje o přírodně cenná území v Českém středohoří, většinou se jedná o stejná území, kam byly přesazeny ohrožené rostliny. Součástí každoroční péče je kosení, odstraňování náletových dřevin a celkové vyčištění lokalit, takže na nich mohou vzácné rostliny dále růst. Bez takové údržby by biotopy bílých strání zarostly křovím a ohrožené druhy rostlin by na nich už neměly vhodné podmínky.

## Galerie

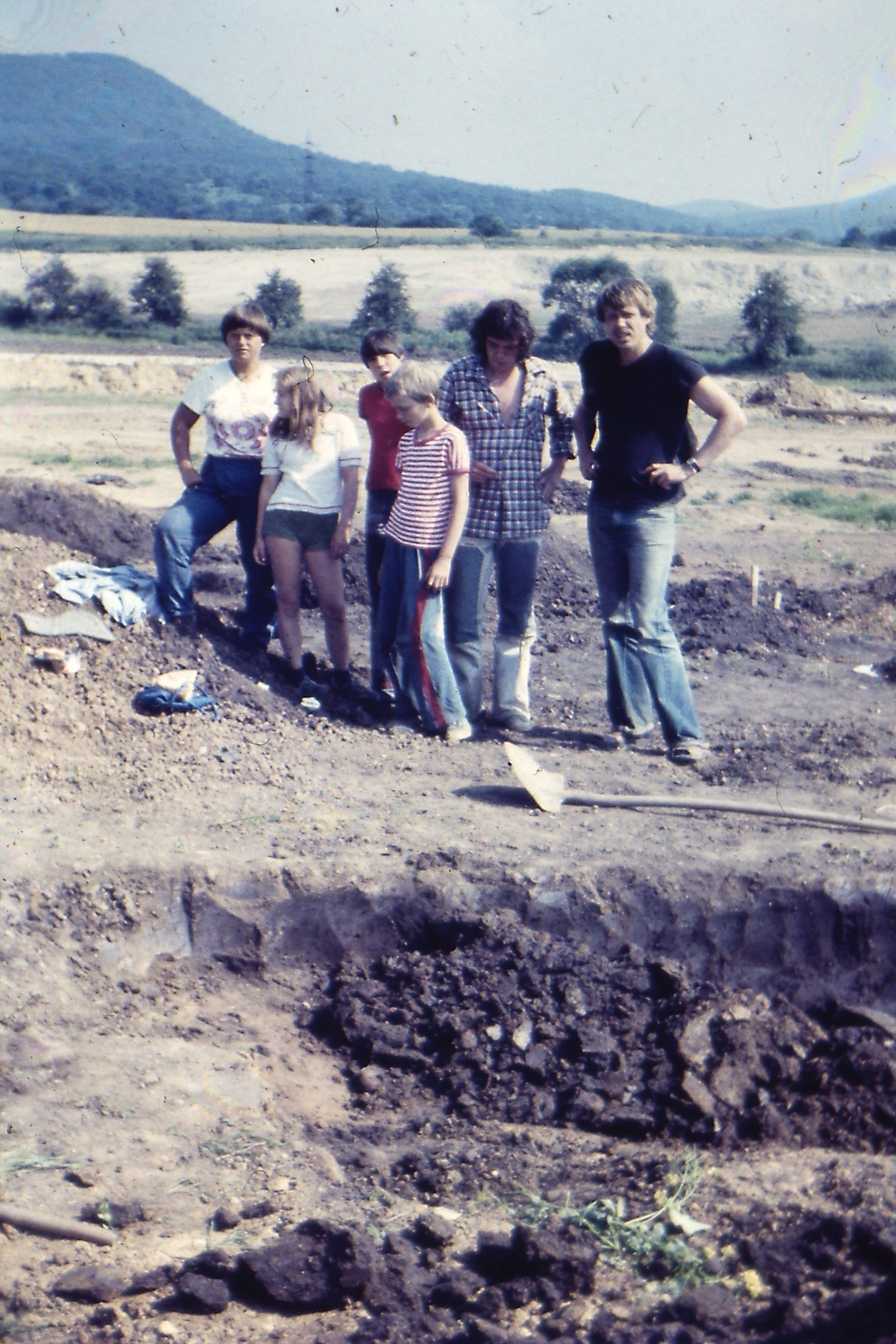
Jiří Waldhauser s Týmem Bořena a archeologickým kroužkem v Radovesicích (1980)
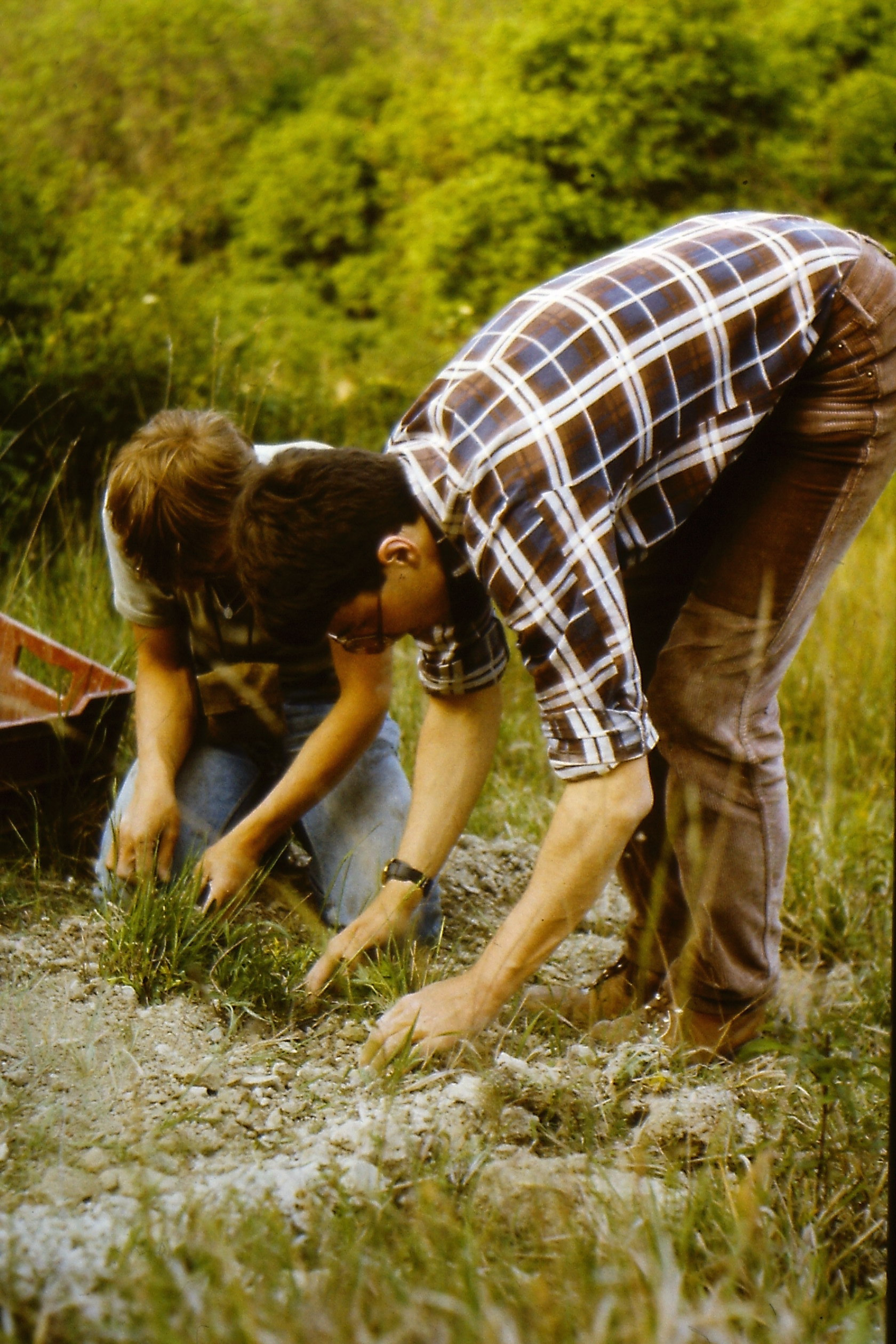
Přesazování rostlin z Běláku v roce 1985
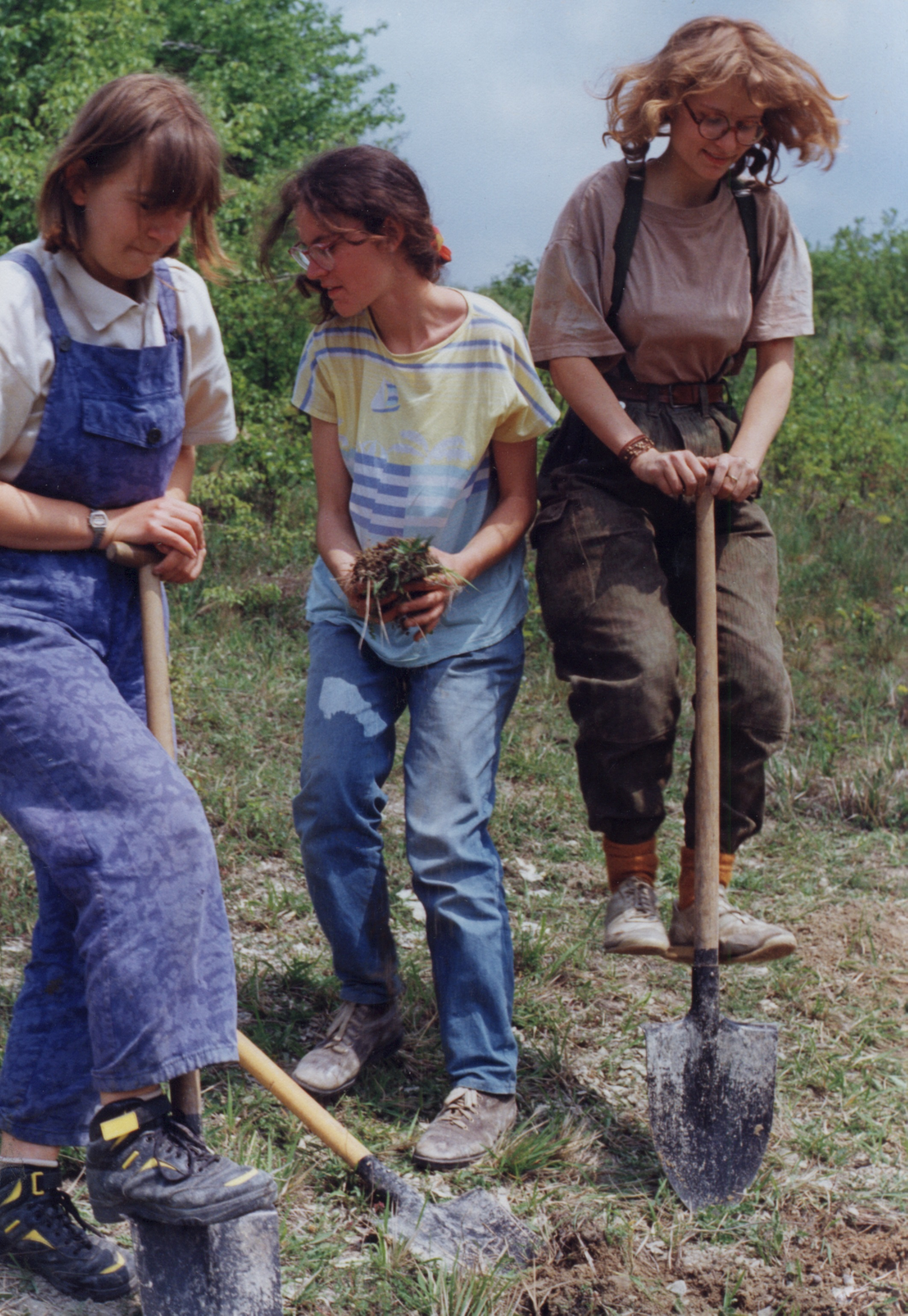
Stěhování ohrožených druhů rostlin z Běláku v roce 1991
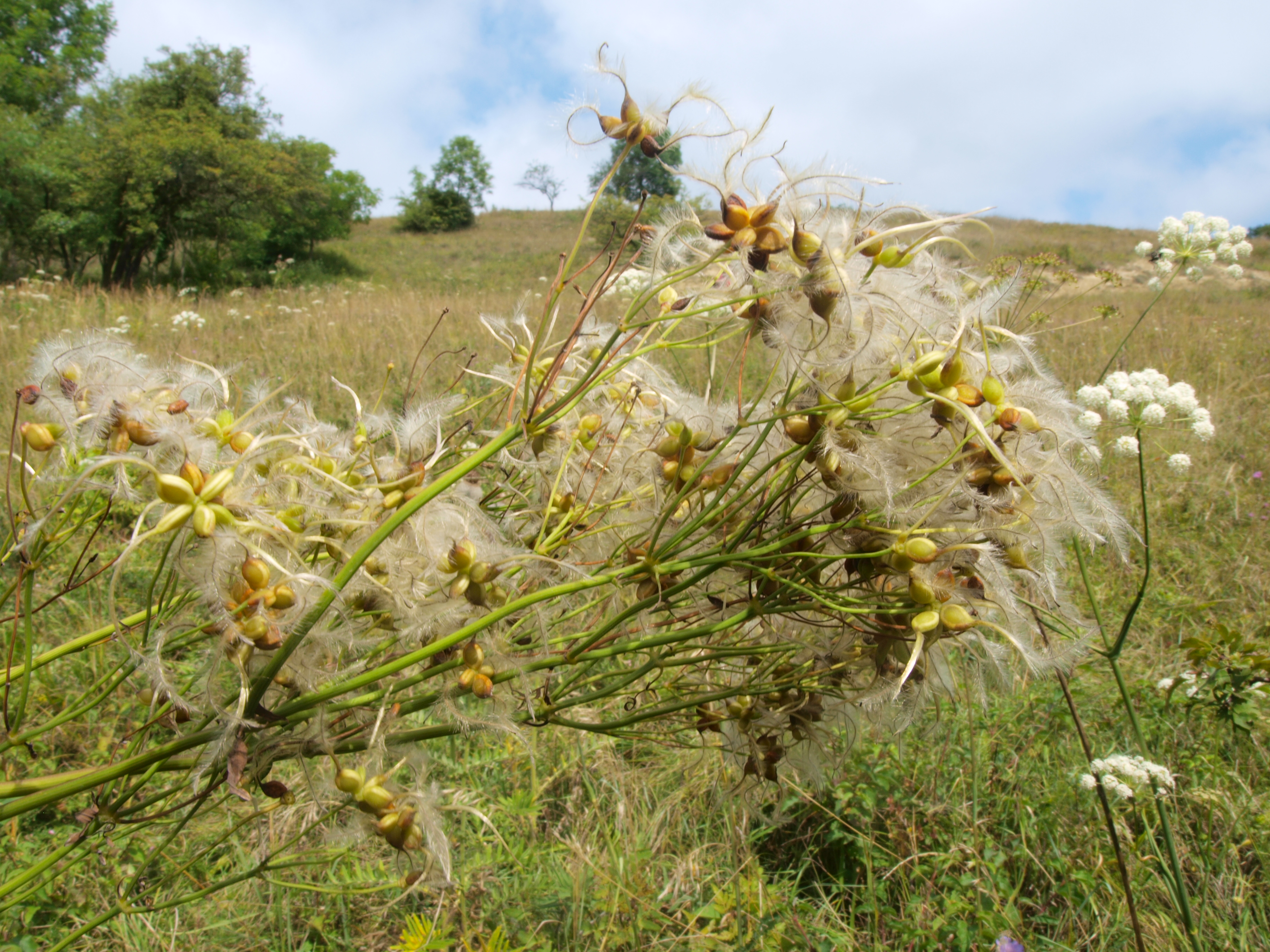
Odkvetlý plamének přímý na své náhradní lokalitě - bílé stráni pod Trupelníkem
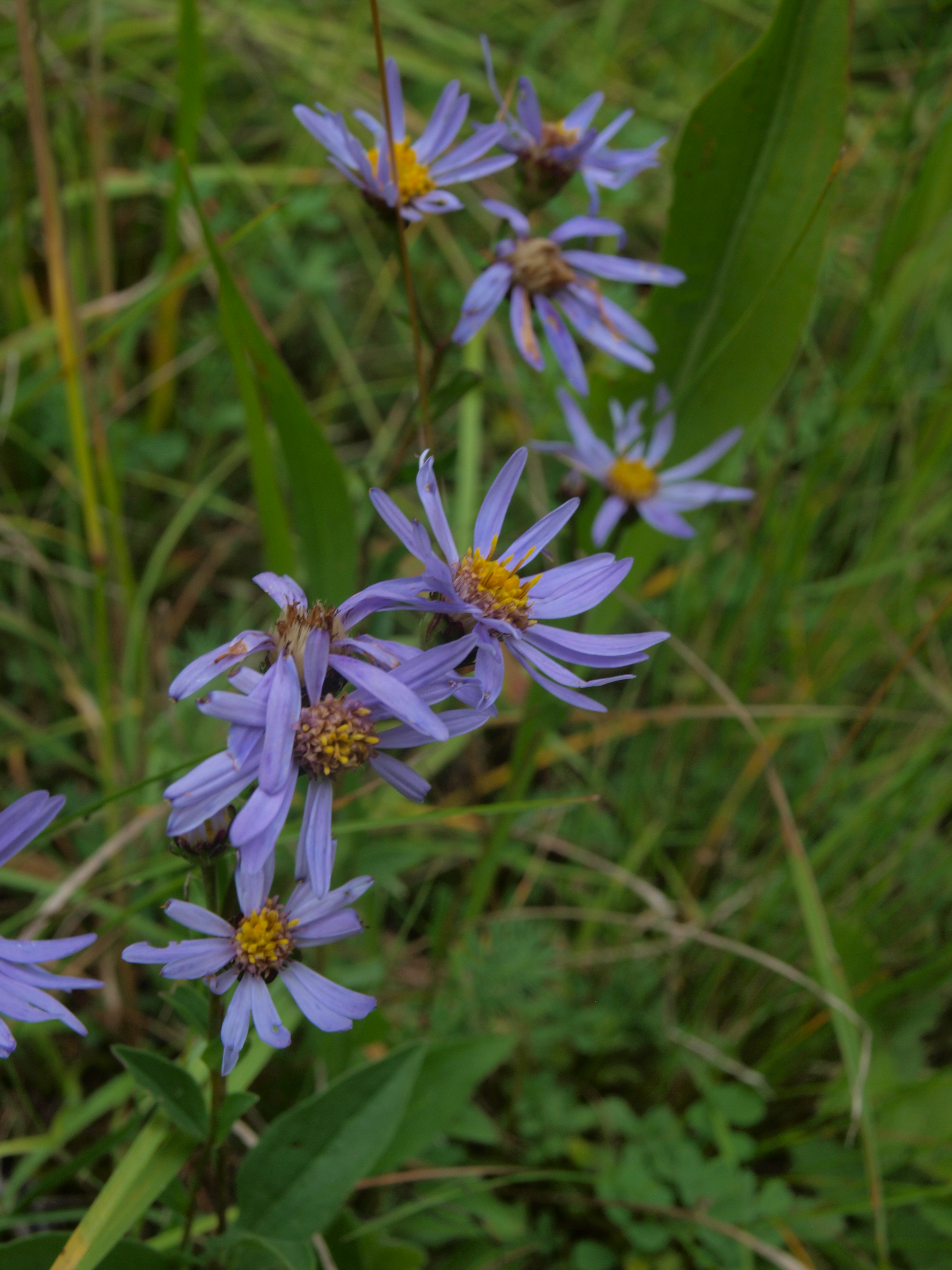
Hvězdnice chlumní na bílé stráni pod Lipskou horou
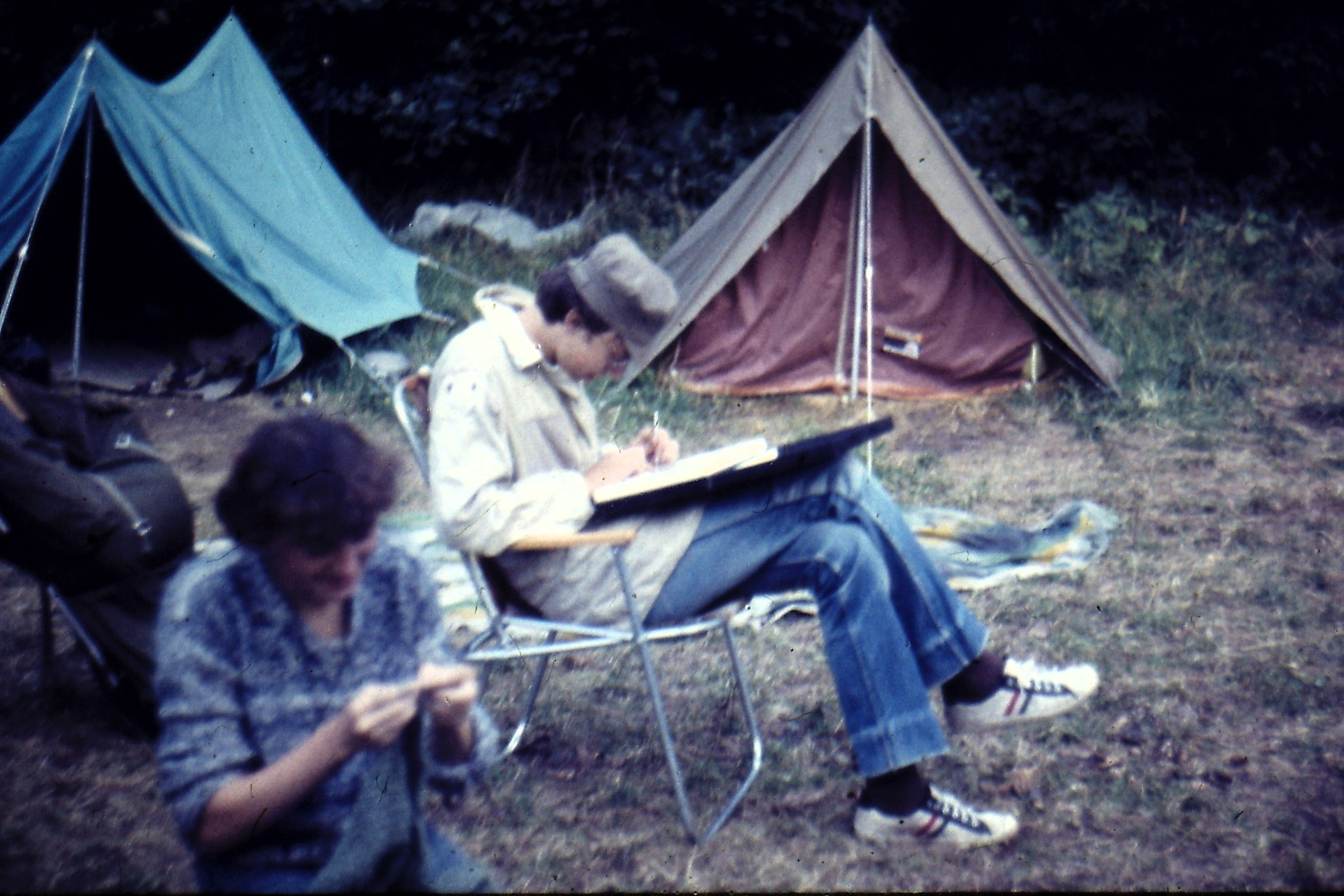
Studenti brněnské přírodovědecké fakulty na táboře pod Radovesickou výsypkou v roce 1982
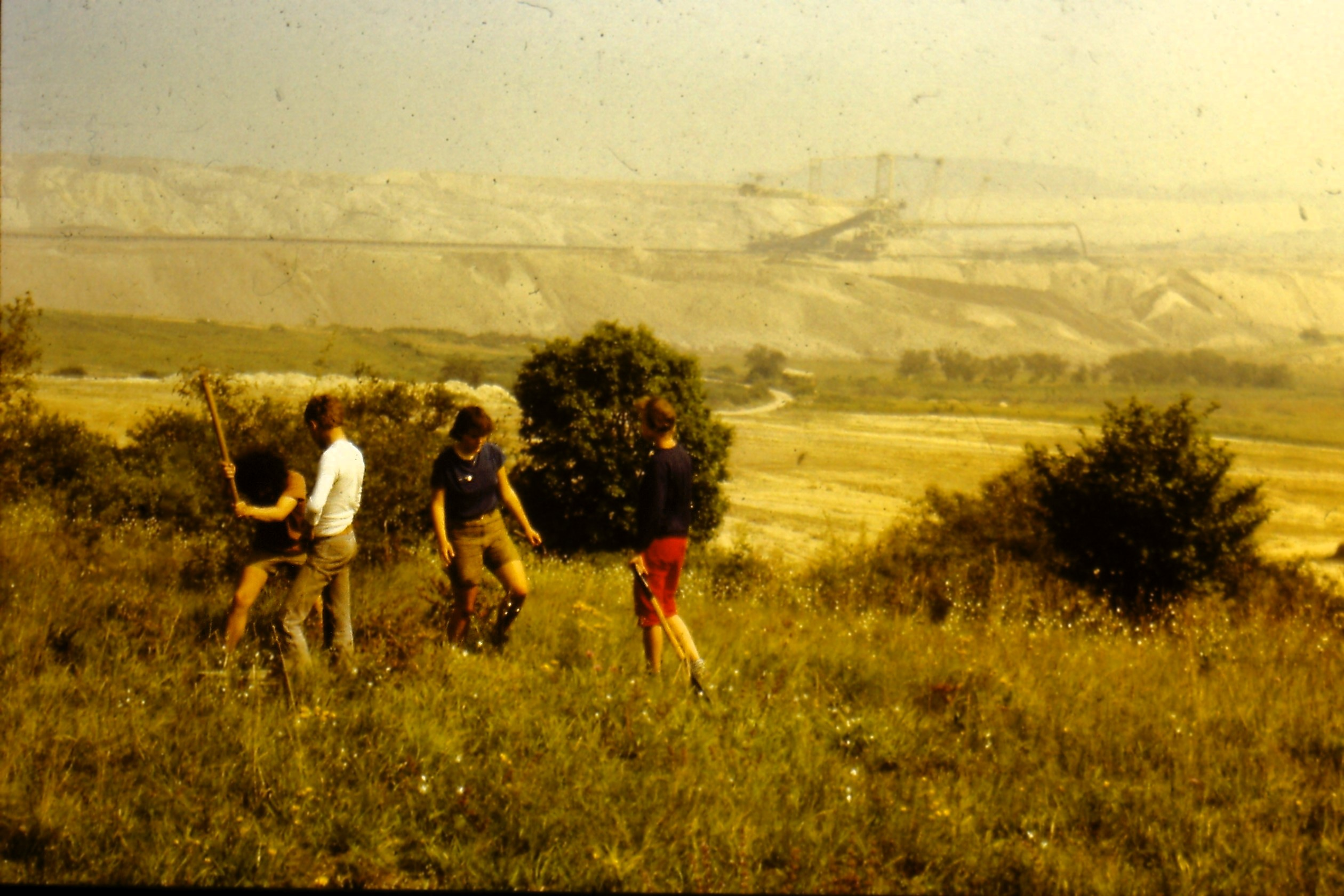
Stěhování ohrožených druhů rostlin z Běláku v létě 1986
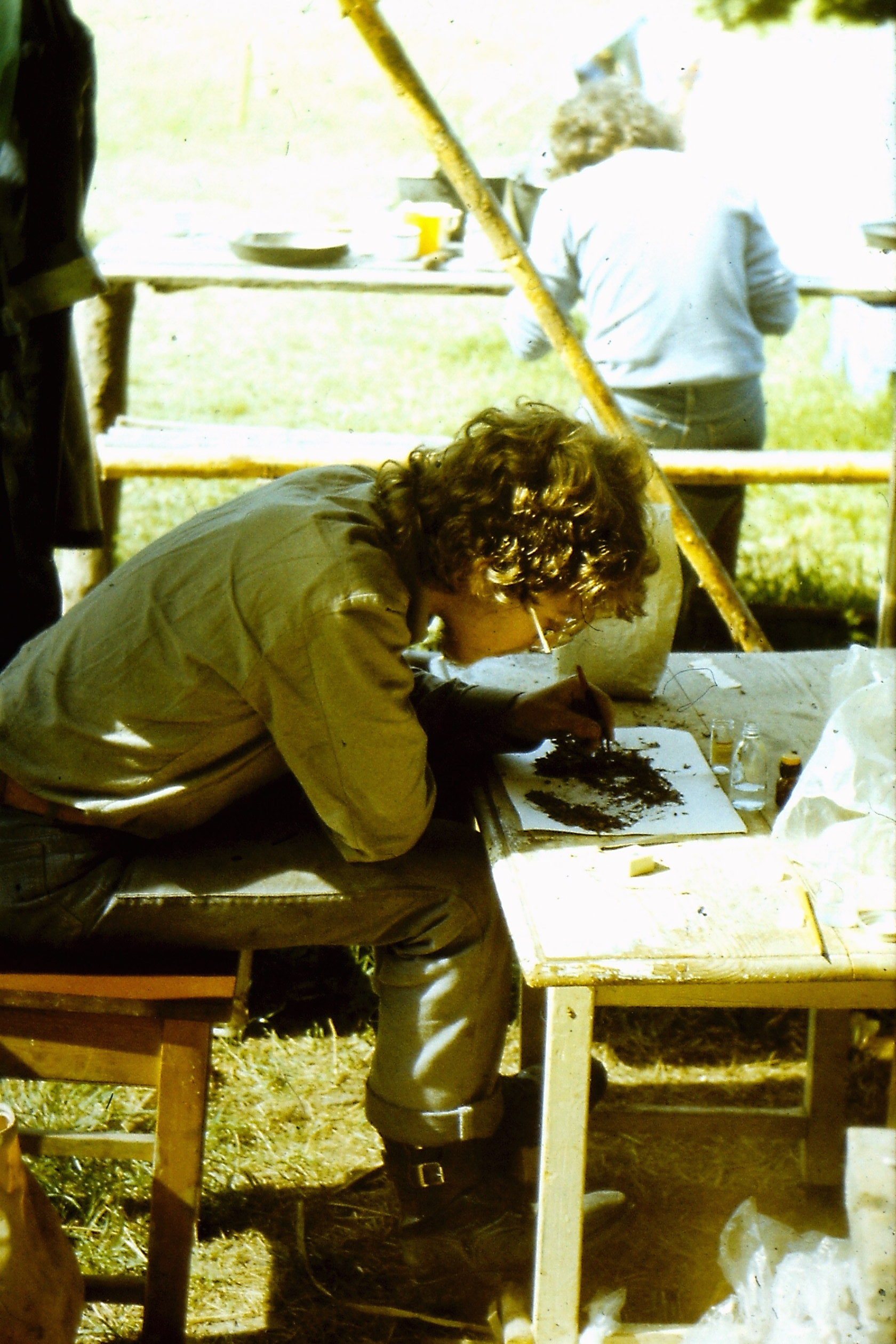
Přebírání biologických vzorků v táboře Týmu Bořena, léto 1986
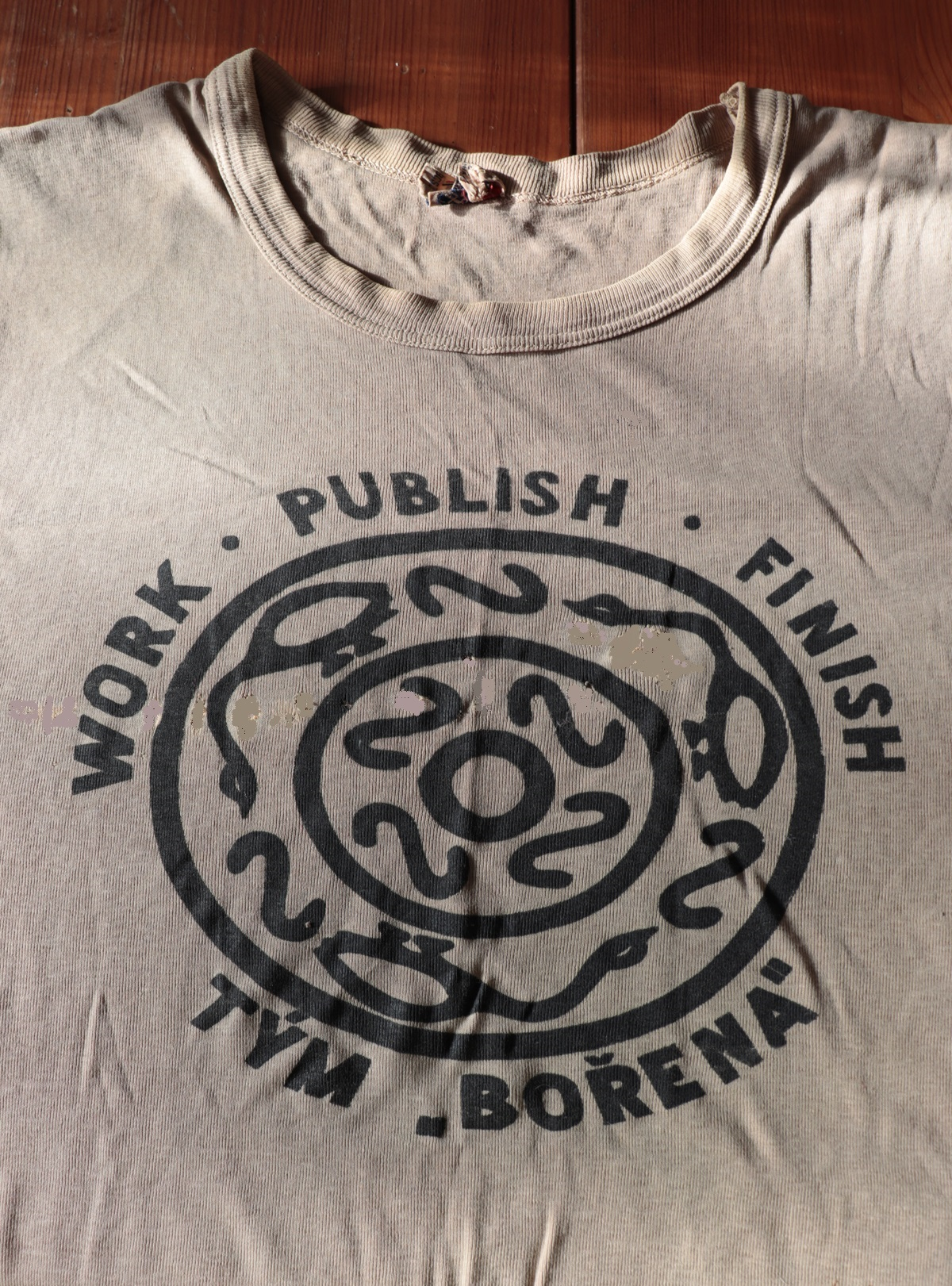
Logo Týmu Bořena na tričku z jeho počátku v roce 1979
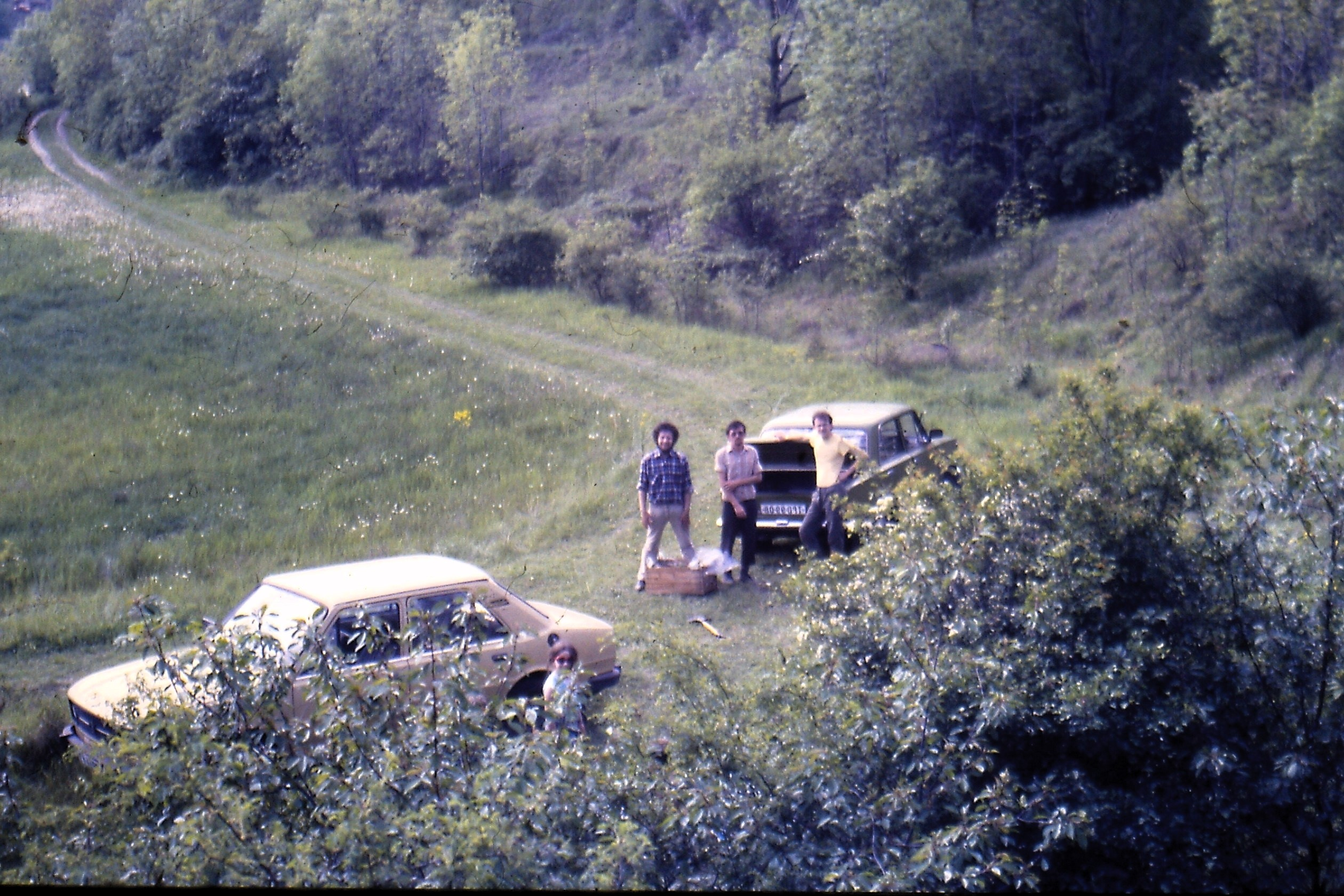
Stěhování ohrožených druhů rostlin na Trupelník v roce 1988